# Frank Cornan
Francis "Frank" Cornan (5 tháng 5 năm 1880 – 31 tháng 5 năm 1971) là một cầu thủ bóng đá người Anh sinh ra ở Sunderland, thi đấu ở vị trí inside left hoặc left half. Ông có 165 lần ra sân ở Football League thi đấu cho Barnsley (ở 3 lần khác nhau), Birmingham và Aston Villa. Ông mất ở Halifax, West Yorkshire, hưởng thọ 91 tuổi.